# Obiszówek
Obiszówek niem. Klein Obisch – osada w Polsce położona w województwie dolnośląskim, w powiecie polkowickim, w gminie Grębocice.
W latach 1975–1998 miejscowość należała administracyjnie do województwa legnickiego.